# عنایت‌الله رحیمی
عنایت‌الله رحیمی (زاده ۱۳۴۵ در مرودشت) سیاست‌مدار و مدیر اجرایی ایرانی و استاندار پیشین فارس است. وی دانش‌آموخته کارشناسی ارشد شهرسازی از دانشکده معماری و شهرسازی دانشگاه شهید بهشتی است و از سال‌ ۱۳۹۷ تا ۱۴۰۰ در دولت دوازدهم سمت استانداری فارس را برعهده داشت.

## زندگی‌نامه
عنایت‌الله رحیمی در سال ۱۳۴۵ در مرودشت، استان فارس زاده شد. او دانش‌آموخته کارشناسی ارشد شهرسازی از دانشکده معماری و شهرسازی دانشگاه شهید بهشتی است و دانشجوی دکتری شهرسازی می‌باشد.

## سوابق
رحیمی تاکنون مسئولیت‌های معاونت هماهنگی امور عمرانی فارس، مدیرکل دفتر استانداری فارس، شهردار مرودشت و فرماندار داراب را تجربه کرده‌است. وی پیش از انتخاب شدن به عنوان استاندار فارس، مشاور سازمان مسکن و شهرسازی فارس و نیز مشاور شهرسازی بنیاد مسکن انقلاب اسلامی استان فارس بود، همچنین به‌عنوان مدیر مسئول هفته‌نامه استخر فعالیت می‌کرد.